# ریموند روبن
ریموند روبن که با اسم‌های ریموند روپن و روبن ریموند (انگلیسی: Raymond-Roupen؛ ۱۱۹۸ – ۱۲۲۱/۱۲۲۲) نیز شناخته می‌شود، یکی از اعضای خاندان پواتیه که مدعی شاهزاده‌نشین انطاکیه و پادشاهی ارمنی کیلیکیه بود. پس اعلام دعوی، بوهموند چهارم، عموی ریموند، دعوی وی را رد کرد اما لوون یکم، پادشاه ارمنستان وی را به عنوان وارث مقدر خود انتخاب کرد تا بتواند انطاکیه را تحت فشار قرار دهد. در سال ۱۲۱۱ ریموند روبن به عنوان پادشاه جونیور کیلیکیه تاج‌گذاری و در نهایت در سال ۱۲۱۶ به عنوان و مقام شاهزاده انطاکیه رسید. با این حال جنگ جانشینی انطاکیه با مرگ لوون در سال ۱۲۱۹ به پایان رسید تا ریموند روبن مقام خود را در انطاکیه در مقابل بوهموند چهارم از دست بدهد. وی پس از آن مدعی ارمنستان شد اما در مقابل زابل، دختر لوون شکست خورد و زندانی شد. وی تا زمان مرگ در زندان باقی ماند.